# Communauté intercommunale pour le développement de la région et des agglomérations de Loudéac
Die Communauté intercommunale pour le développement de la région et des agglomérations de Loudéac (CIDERAL) ist ein ehemaliger französischer Gemeindeverband mit der Rechtsform einer Communauté de communes im Département Côtes-d’Armor, dessen Verwaltungssitz sich im Ort Loudéac befand. Sein Einzugsgebiet lag im Süden des Départements. Der am 1. Januar 1994 gegründete Gemeindeverband bestand aus 33 Gemeinden.

## Historische Entwicklung
Die Communauté de communes wurde in kleinerem Umfang am 1. Januar 1994 gegründet und zählte lange 21 Mitgliedsgemeinden. Am 1. Januar 2014 erreichte sie den heutigen Umfang, als Gemeinden aus verschiedenen anderen Communauté de communes hinzukamen. Es waren dies aus der Communauté de communes du Pays de Corlay Corlay, Le Haut-Corlay, Plussulien, Saint-Martin-des-Prés und Saint-Mayeux, aus der Communauté de communes du Pays d’Uzel-près-l’Oust Allineuc, Saint-Hervé und Uzel, drei der fünf Gemeinden der Communauté de communes Guerlédan Mûr-de-Bretagne (Caurel, Saint-Gilles-Vieux-Marché, Saint-Guen) und die Gemeinde Langast aus der Communauté de communes du Pays de Moncontour.
Mit Wirkung vom 1. Januar 2017 fusionierte der Gemeindeverbände mit der Communauté de communes Hardouinais Mené und bildete so die Nachfolgeorganisation Loudéac Communauté – Bretagne Centre.

## Aufgaben des Gemeindeverbands
Da die Mehrzahl der Gemeinden sehr klein war und Bürgermeister (Maires) im Nebenamt hatten, war die Communauté für verschiedene Aufgaben der beteiligten Gemeinden zuständig. Es bestanden vom Präsidenten und von Vizepräsidenten des Gemeindeverbands geführte Kommissionen (Wirtschaft; Kommunikation (Öffentlichkeitsarbeit); Finanzen, Markt und Arbeit; Umweltschutz, Landwirtschaft und Raumplanung; Tourismus und Erhalt von Kulturgütern; Sport; Wohnungsbau; Kultur), welche übergemeindliche Aufgaben leisteten.

## Ehemalige Mitgliedsgemeinden
1. Allineuc
2. Le Cambout
3. Caurel
4. La Chèze
5. Coëtlogon
6. Corlay
7. Gausson
8. Grâce-Uzel
9. Le Haut-Corlay
10. Hémonstoir
11. Langast
12. Loudéac
13. Merléac
14. La Motte
15. Les Moulins
16. Plouguenast
17. Plumieux
18. Plussulien
19. La Prénessaye
20. Le Quillio
21. Saint-Barnabé
22. Saint-Caradec
23. Saint-Gilles-Vieux-Marché
24. Saint-Guen
25. Saint-Hervé
26. Saint-Martin-des-Prés
27. Saint-Maudan
28. Saint-Mayeux
29. Saint-Thélo
30. Saint-Étienne-du-Gué-de-l’Isle
31. Trévé
32. Uzel